# Leadenhall Street

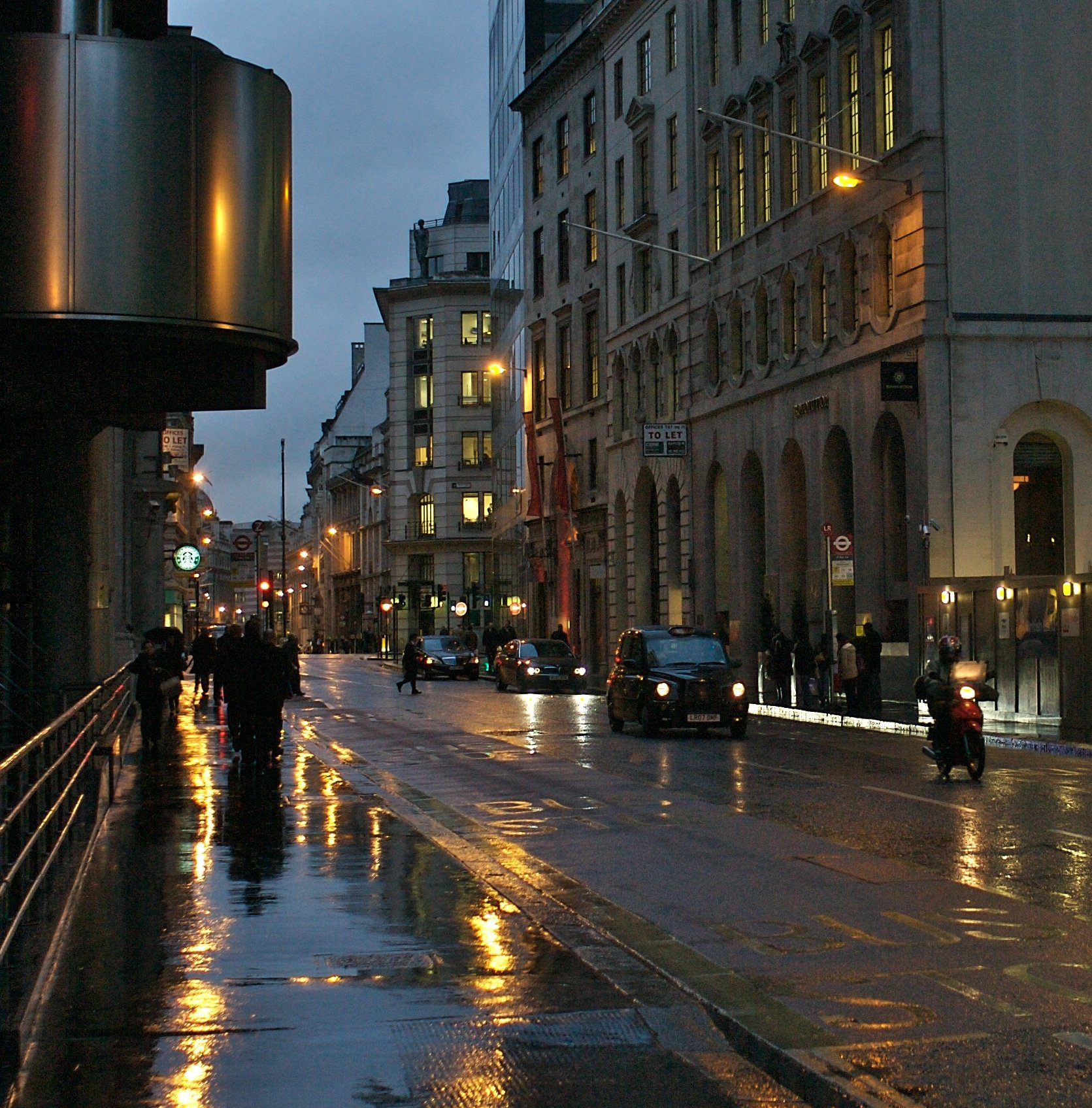
Leadenhall Street (2008)

Leadenhall Street ist eine Straße in der City of London. Im 18. Jahrhundert wurde ihr Name oft synonym zur East India Company benutzt, die in der Straße ihr Hauptquartier – das East India House – hatte. Heute liegt dort das Hauptquartier von Lloyd’s of London.
Die Straße verläuft in Ost-West-Richtung zwischen Cornhill und Aldgate. Sie ist damit Teil des südlichen der beiden traditionellen Ost-West-Durchgangskorridore in der Londoner City. Neben Lloyd’s liegt auch der London Metal Exchange an der Straße, ebenso wie die Niederlassungen zahlreicher globaler Versicherungsunternehmen. Die Architektur wird vom Lloyd’s Building und dem Commercial Union Tower bestimmt. Zahlreiche Bürobauten aus den Jahren ab 1970 säumen die Straße.
Der Name der Straße geht zurück auf Leadenhall („Blei-Halle“), ein englisches Herrenhaus mit bleiernem Dach, das an der Stelle des heutigen Leadenhall Markets stand.

## Geschichte

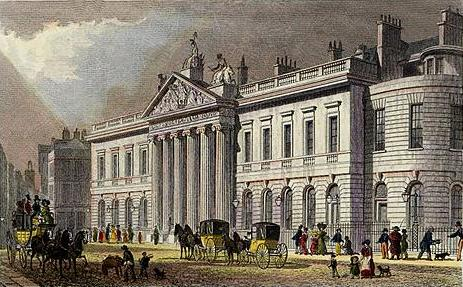
East India House (1828)

Die Straße war bereits in römischer Zeit besiedelt. Im Leadenhall Market sind Reste einer römischen Basilika enthalten. Es gibt diverse archäologische Fundstätten römischer Stadthäuser, insbesondere in der Nähe von St. Mary Axe. Ein besonders eindrucksvolles, farbenfrohes Mosaik von über 10 m² Fläche ist mittlerweile im British Museum ausgestellt. Nahe St. Katharine Cree wurde 1984 ein Fragment der mittelalterlichen Holy Trinity Priory entdeckt, das heute in das Gebäude Leadenhall Street Nr. 76, das Swiss Re House, integriert wurde. Bis ins Mittelalter hinein war Leadenhall Street keine eigenständige Straße. Ihr Westteil gehörte zu Cornhill, ihr östlicher Teil zu Aldgate.
Der Große Brand von London im Jahr 1666 gelangte nicht bis zum östlichen Ende der Leadenhall Street, so dass hier noch Kirchen aus der Zeit vor dem Brand stehen.
Bis in die 1870er Jahre hinein hatte Leadenhall Street einen hohen Anteil an typischen altmodischen Londoner Einzelhandelsgeschäften, die fast alle den Büro-Neubauten des späten 19. Jahrhunderts zum Opfer fielen, besonders auffallend dabei war das inzwischen bereits wieder abgerissene Gebäude der New Zealand Chambers. Seit den 1970ern sind diverse Häuser aus dem 19. Jahrhundert dem Abriss zum Opfer gefallen und wurden durch moderne Bürobauten ersetzt. Durch den Bombenanschlag auf den nahegelegenen Baltic Exchange wurden zahlreiche Gebäude in der Leadenhall Street beschädigt. Unter anderem verlor der Commercial Union Tower seine Fassadenverkleidung und die Kirche St. Katharine Cree ihre eindrucksvolle Fensterrose.

## Gebäude
Aus Zeiten vor dem Brand sind an der Leadenhall Street noch die Kirchen St. Katharine Cree (gebaut 1628–1631) und St. Andrew Undershaft (gebaut 1532) erhalten. 
Andere Gebäude an der Straße sind Nr. 1, Sun Alliance (gebaut 1983–1989), Nr. 7–10 die Rafidain Bank (gebaut 1924–1927), Nr. 11 NatWest (gebaut 1912), Nr. 139–144 die Midland Bank (gebaut 1929–1931), das Indosuez House (gebaut 1963–1969) und der Commercial Union Tower. Weiter im Osten liegen Nr. 34–35, das Winterthur House (gebaut 1987–1992), und Nr. 114–116, die Lloyds Bank, das einzig noch erhaltene viktorianische Gebäude der Straße. Ebenfalls aus den 1930ern stammt Nr. 107–112, Bankside House von 1931.
Am Ostende liegen das Institute of London Underwriters (Nr. 42–49, gebaut 1972–1978) und das Furness House (Nr. 52–56, gebaut 1919–1921), in dem unter anderem der London Metal Exchange residiert. 122 Leadenhall Street, ein weiteres – 222 Meter hohes – Hochhaus in der City of London, gilt seit seiner Fertigstellung als einer der größten Wolkenkratzer Londons.
Das Lokal Ship and Turtle nimmt für sich in Anspruch, bis auf das Jahr 1377 zurückzugehen. Der Legende nach soll es bis 1835 fast ausschließlich von Witwen geführt worden sein. Der Pub, der insbesondere mit der Qualität seiner Schildkrötensuppe wirbt, ist Stammlokal diverser Logen der Freimaurer und Ausrichter diverser Dinners und Veranstaltungen der Londoner Livery Companies. In der 1867 abgerissenen King’s Head Tavern trafen sich die Verschwörer um Thomas Fenwick.